# Suzanne W. Tourtellotte
Suzanne W. Tourtellotte   (11 de gener de 1945 - Hamden, 20 de gener de 2013) era un astrònoma estatunidenca, investigadora a la Universitat Yale i descobridora de planetes menors.

## Biografia
Tourtellotte es va graduar al MIT el 1966 i va obtenir un grau a Universitat Yale el 1967. Va continuar estudiant per obtenir un doctorat en bioquímica per la Universitat de Princeton el 1971.
Des de 1998, Tourtellote va ser la gestora de dades del departament d'astronomia de la Universitat Yale pels consorcis YALO i SMARTS. Va treballar amb Brad Schaefer en la fotometria de la lluna Nereid. El 2003, juntament amb David L. Rabinowitz, Brad i Martha Schaefer, va estudiar les corbes de fase solar i els estats de rotació dels objectes del cinturó de Kuiper. El 2013 va treballar a l'Observatori La Silla.
Tourtellote va ser membre del professorat de l'Albertus Magnus College fins al 2008. Va ser investigadora del departament d'astronomia de Yale.
Va morir als 68 anys a Hamden, Connecticut.

## Llista de planetes menors descoberts
Tourtellotte està acreditada pel Centre de Planetes Menors amb el descobriment de 15 planetes menors fets a l'Observatori La Silla (Xile) el 2010, en col·laboració amb els astrònoms David L. Rabinowitz i Megan E. Schwamb. El més destacat són (316179) 2010 EN65 i (445473) 2010 VZ98, un troià de Neptú i un objecte transneptunià, respectivament.
| (312645) 2010 EP65 | 9 de març de 2010      | list |
| (316179) 2010 EN65 | 7 de març de 2010      | list |
| (382004) 2010 RM64 | 9 de setembre de 2010  | list |
| (445473) 2010 VZ98 | 11 de novembre de 2010 | list |
| (471136) 2010 EO65 | 9 de març de 2010      | list |
| (471137) 2010 ET65 | 13 de març de 2010     | list |
| (471149) 2010 FB49 | 17 de març de 2010     | list |
| (471150) 2010 FC49 | 18 de març de 2010     | list |
| (471151) 2010 FD49 | 19 de març de 2010     | list |
| (471152) 2010 FE49 | 19 de març de 2010     | list |
| (471155) 2010 GF65 | 14 d'abril de 2010     | list |
| (471172) 2010 JC80 | 12 de maig de 2010     | list |
| (471196) 2010 PK66 | 14 d'agost de 2010     | list |
| (471210) 2010 VW11 | 3 de novembre de 2010  | list |
| (499522) 2010 PL66 | 14 d'agost de 2010     | list |